# وسيم أبو شعبان
وسيم جمال أبو شعبان كانَ ناشطًا سياسيًا وعسكريًا فلسطينيًا وُلد في قطاع غزة عام 1988. كان وسيم من أعضاء كتائب الشهيد عز الدين القسام الجناح العسكري لحركة المقاومة الإسلامية. اغتيلَ وسيم أبو شعبان رفقة إسماعيل هنية في ضربة إسرائيليّة على العاصمة الإيرانية طهران في 31 تموز/يوليو 2024.

## النشأة والتعليم
وُلد وسيم جمال خضر أبو شعبان، المكنّى «أبو أنس» في السابع من أكتوبر 1988 في قطاع غزة. نشأ في القطاع وتلقى تعليمه الابتدائي والإعدادي والثانوي في مدارس غزة. التحقَ بعد ذلك بالجامعة الإسلامية في غزة حيث درس في كلية الشريعة والقانون ونال درجة البكالوريوس. تزوَّج وسيم في وقتٍ ما، ولديه أربعة أبناء (ثلاثة أولاد وبنت).

## المسيرة المهنية
بدأ وسيم جمال أبو شعبان مسيرته العملية كمرافق للقيادي السابق في حماس ووزير الداخلية الفلسطيني سعيد صيام. عقبَ اغتيال الأخير في غارة جوية إسرائيلية عام 2009، انتقلَ للعمل مع إسماعيل هنية، الذي كان حينها رئيسًا للوزراء بعد فوز حركة حماس بالانتخابات التشريعية عام 2006. برزَ وسيم مقاتلًا في كتائب القسام وسرعان ما ترقَّى في صفوفها، إلى أن أصبحَ نائب قائد سرية في منطقة تل الهوى. انتقل بحلول عام 2019 للعمل مع إسماعيل هنية حارسًا شخصيًا له خارج غزة عندما أصبح هنية رئيس حركة حماس.

## الاغتيال
قتلت إسرائيل وسيم جمال أبو شعبان مع إسماعيل هنية في فجر يوم الأربعاء 31 يوليو/تموز 2024، في غارة جويّة استهدفت بها تل أبيب مقر إقامتهما في طهران. كانَ وسيم في زيارةٍ إلى إيران مع هنية الذي حضر للمشاركة في مراسم تنصيب الرئيس الإيراني الجديد مسعود بزشكيان.